# Pipaldada
Pipaldada – gaun wikas samiti w zachodniej części Nepalu w strefie Lumbini w dystrykcie Palpa. Według nepalskiego spisu powszechnego z 2001 roku liczył on 1 124 gospodarstw domowych i 6213 mieszkańców (3 460 kobiet i 2 753 mężczyzn).